# Placa australiana

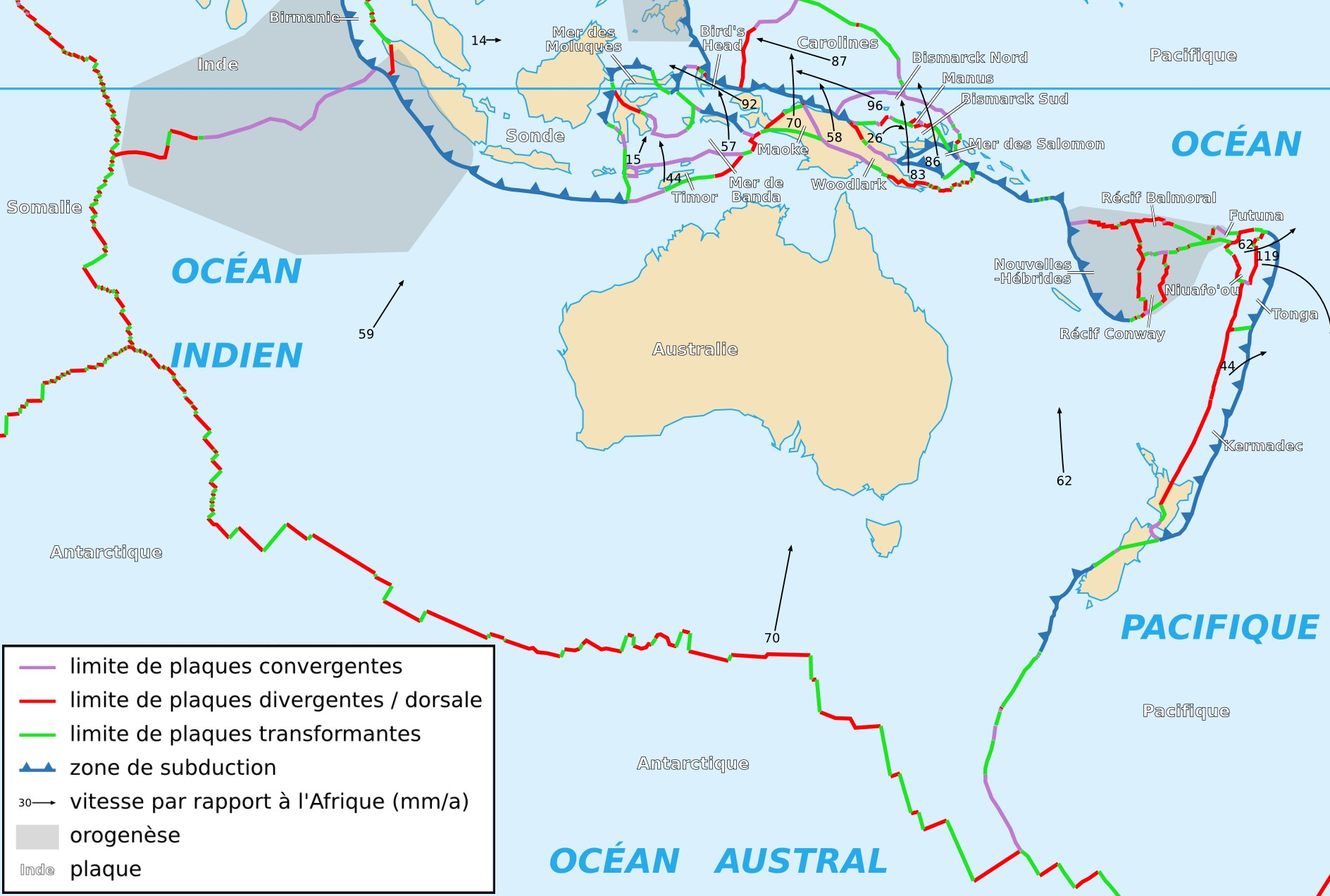
Mapa de la placa australiana.

La placa australiana és una placa tectònica de la litosfera terrestre. La seva superfície és d'1,132 94 estereoradiants. S'hi associen generalment les plaques de les Kermadec, de les Tonga, de Niuafo'ou, de Woodlark, del mar de les Salomon, de Maoke i de Bird's Head.
Cobreix:
- la totalitat d'Austràlia, el sud de Nova Guinea, el nord-oest de Nova Zelanda, Nova Caledònia i les Fiji;
- el sud-est de l'oceà Índic, el mar de Tasmània, el mar del Corall, el golf de Carpentària, el mar d'Arafura i el mar de Timor.

La placa australiana està en contacte amb les plaques índica, somali, antàrtica, pacífica, de les Kermadec, de les Tonga, de Niuafo'ou, de Futuna, de l'escull Balmoral, de l'escull Conway, de les Noves Hèbrides, de Woodlark, de Maoke, de Bird's Head, del mar de Banda, de Timor, de la Sonda i de la birmana.
Les seves fronteres amb les altres plaques són, principalment, formades per fosses de subducció de l'arc de la Sonda sobre la costa oest de Sumatra, de Java sobre la costa sud de Java, de Bougainville sobre la costa Sud de les illes Salomó i de les Noves Hèbrides sobre la costa oest i sud les Noves Hèbrides, de les dorsals del centre de l'oceà Índic i del sud-est de l'oceà Índic.
El desplaçament de la placa australiana es fa en direcció cap al nord-est a una velocitat de rotació d'1,0744° per milió d'anys segons un pol eulerià situat a 60°08' de latitud nord i 01°74' de longitud est (referència: la placa pacífica).
Els geòlegs consideraven que la placa índica i l'australiana formen una sola placa anomenada placa indo-australiana. Des del descobriment d'una zona de falles i de deformacions a l'oceà Índic entre Sumatra i les illes Chagos, alguns consideren les dues plaques prou diferenciades.